# Adolfo Carpio

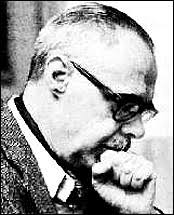
https://commons.wikimedia.org/wiki/File:Adolfo_Carpio.jpg

Adolfo P. Carpio, (3 de junio de 1923, Argentina – 25 de diciembre de 1996, Argentina) fue un profesor de filosofía y filósofo argentino.

## Estudios
Se doctoró en Filosofía en la Universidad de Buenos Aires (UBA), en donde también se había recibido años antes de Profesor. Cursó estudios en las universidades de Heidelberg y de Friburgo en Alemania.

## Trayectoria
Ejerció su profesión en la Facultad de Filosofía y Letras de la UBA. Fue profesor titular de las cátedras de Introducción a la Filosofía y de Metafísica. También fue profesor en la Universidad Nacional de Rosario y en la Universidad Nacional de Córdoba en Argentina y en la Universidad de Puerto Rico. Fue miembro de la Academia Nacional de Ciencias de Buenos Aires. Por su trayectoria, recibió el Premio Konex en Metafísica en 1986.